# Machimus hirsutus
Machimus hirsutus är en tvåvingeart som först beskrevs av Ricardo 1922.  Machimus hirsutus ingår i släktet Machimus och familjen rovflugor.
Artens utbredningsområde är Kenya. Inga underarter finns listade i Catalogue of Life.